# 艾哈迈德·伊本·罕百里
阿赫迈德·本·穆罕默德·本·罕巴尔·阿布·阿布杜拉·沙伊巴尼（阿拉伯语：‎；780年—855年）是一个重要的穆斯林学者和神学家。他被认为是伊斯蘭教法學的罕百里派的建立者。伊本·罕百里体现了早期正统學者的神學观点，包括其他现存的逊尼派教法学派建立者。罕百里是一个使用圣训的强有力发言人。
艾哈迈德·伊本·罕百里的家庭最初来源于今伊拉克巴格达，属于阿拉伯Banu Shayban部落。